# Digital Command Control
Il Digital Command Control (DCC) è un protocollo per il controllo di locomotive su percorsi di modelli ferroviari che permette a una o più locomotive di muoversi indipendentemente sulla stessa sezione di binario.

## Come funziona il DCC

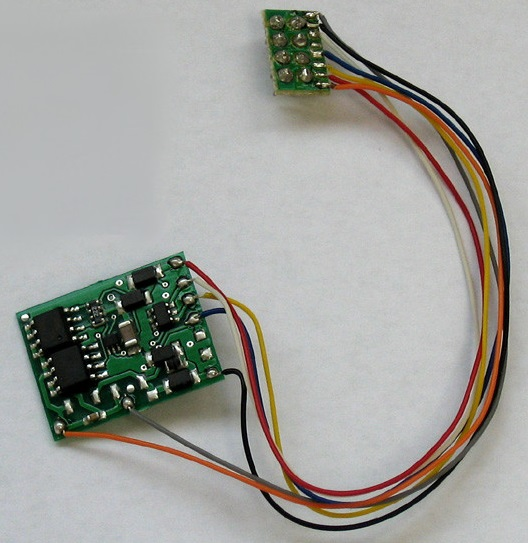
Decoder DCC a 8 poli

Il DCC è trasmesso tramite un'onda quadra modulata in frequenza, la quale alimenta tutto quello che è presente sui binari e trasmette i dati ai decoder. Questa configurazione equivale ad alimentare con una tensione alternata i binari, mentre nei sistemi tradizionali analogici l'alimentazione delle rotaie avviene in corrente continua. Il pacchetto DCC è formato da 3 a 6 byte, in base al tipo di comando che la centrale deve inviare al decoder: ogni byte è formato da 8 bit, i quali vengono trasmessi appunto variando il periodo (o frequenza) del segnale a onda quadra presente sui binari: il bit di valore 1 è rappresentato con un semiperiodo di 58µs mentre il bit di valore 0 è rappresentato con un semiperiodo di almeno 100µs.

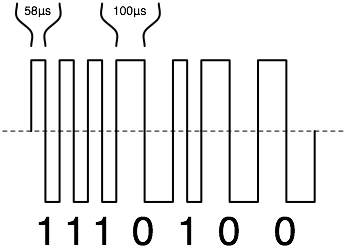
Esempio di alcuni bit in DCC.

Ogni locomotiva deve essere equipaggiata con un decoder DCC il quale riceve le informazioni dal binario e, a sua volta, può gestire il motore elettrico e a tutte le luci del modello. In alcuni casi possono essere comandate altre funzioni aggiuntive quali sganciatori, generatori di fumo e generatori di suoni. 
Mentre il DCC è solo uno dei protocolli utilizzabili per il controllo dei treni modello, spesso è male interpretato come un termine generico per questi sistemi.
Oltre ai decoder utilizzati a bordo delle motrici che hanno quale funzione principale l'azionamento del motore a bordo del mezzo, esistono decoder definiti "funzioni" che possono essere installati in punti particolari del tracciato, vengono alimentati in derivazione dalle rotaie e permettono il controllo di scambi e luci.
Un considerevole vantaggio del DCC rispetto ai tradizionali sistemi in corrente continua è la semplificazione dei cablaggi richiesta per consentire il comando indipendente di più locomotive su un plastico ferroviario.

## DCC e locomotive analogiche
Una centrale DCC può normalmente alimentare una locomotiva in corrente continua su una sezione di binario da sola o insieme a locomotive DCC per mezzo del metodo chiamato "allungamento dello zero" (streched zero). In questa modalità operativa i bit con valore 0 generati dalla centrale di controllo possono essere prolungati nella durata notevolmente al fine di generare una tensione prossima a quella continua in grado di alimentare una locomotiva analogica. Questo sistema rappresenta comunque un ibrido in quanto sulle rotaie è presente una parte di corrente alternata che fluisce continuamente nei motori non dotati di decoder; tale particolare modalità di alimentazione può portare a un surriscaldamento del motore e, in particolare per i tipi "coreless", provocarne il danneggiamento.

## Illuminazione interna delle carrozze
I decode "funzioni" possono essere installati anche a bordo di carrozze, opportunamente dotate di un sistema per ricevere l'alimentazione dalle rotaie (lamelle striscianti sulle ruote, alimentazione tramite condotta elettrica passante attraverso il convoglio, ecc), al fine di realizzare la loro illuminazione interna tipicamente con l'installazione di strisce luminose. 

## Protocolli DCC
Il protocollo DCC è soggetto a due standard pubblicati dalla NMRA: S-9.1 specifica lo standard elettrico, mentre il S-9.2 specifica il protocollo di comunicazione standard. Gli standard e le raccomandazioni sono disponibili qui.

## Il DCC comparato con altri sistemi
Ci sono molti sistemi di controllo digitale in competizione, i più noti sono lo standard europeo Selectrix, e lo standard proprietario Märklin-Motorola che è utilizzato esclusivamente dai modelli prodotti da Märklin. Il DCC rimane comunque quello attualmente più diffuso. Una delle ragioni di questa maggiore diffusione è dovuta al fatto che il DCC è adottato sia in Nord America sia in Europa. Il DCC è stato sviluppato originariamente da una compagnia tedesca, la Lenz, che decise di farlo diventare uno standard aperto. Come risultato il DCC fu adottato come standard dalla NMRA e anche dalla MOROP.

## Costruttori di equipaggiamenti DCC
- Atlas, su atlasrr.com.
- CT-Elektronik, su tran.at. URL consultato il 18 giugno 2007 (archiviato dall'url originale il 21 giugno 2007).
- CVP Products (EasyDCC), su cvpusa.com.
- DCCconcepts, su dccconcepts.com.
- Digitrax, su digitrax.com.
- Sodigi.com.
- JMRI, su jmri.sourceforge.net.
- Lenz, su lenz.com.
- ZugDCC Software di controllo per il XpressNet di Lenz, su zugdcc.com. URL consultato il 7 aprile 2019 (archiviato dall'url originale il 14 settembre 2005).
- Massoth, su massoth.com.
- www.modelrectifier.com, su modelrectifier.com.
- NCE Corporation, su ncecorporation.com. URL consultato il 7 aprile 2019 (archiviato dall'url originale il 15 settembre 2016).
- Rail-Lynx, su rail-lynx.com.
- Sircam Elettronica su sircamelettronica.it.
- Train Control Systems (TCS, su tcsdcc.com.}
- Uhlenbrock Elektronik GmbH, su uhlenbrock.de. URL consultato il 18 giugno 2007 (archiviato dall'url originale il 18 settembre 2016).
- Umelec (ATLplus), su umelec.ch. URL consultato l'8 gennaio 2021 (archiviato dall'url originale il 28 febbraio 2021).
- Zimo, su zimo.at.
- ZTC Controls (ZTC), su ztccontrols.com. URL consultato l'8 luglio 2019 (archiviato dall'url originale il 2 gennaio 2019).
- SoundFX - Decoders sonori, su sodigi.com. URL consultato il 18 giugno 2007 (archiviato dall'url originale l'11 giugno 2007).